# راج بهاوسار
راج بهاوسار (به انگلیسی: Raj Bhavsar) (زادۀ ۷ سپتامبر ۱۹۸۰) ژیمناست اهل کشور ایالات متحده آمریکا است.